# シャット (通貨)
シャット (英語: sceat 発音 [ʃæt] ; pl. sceattas、古英語: sceatt) は、イングランド、フリースラント、ユトランド半島のアングル人やサクソン人（アングロサクソン人）の間で流通した小さく薄い銀貨。

## 歴史
古英語においてシャットという名前は「富」、「貨幣」もしくは「硬貨」を意味し、7世紀、エゼルベルトの時代のケントやマーシアから流通し始めた 1890年代の大英博物館のカタログには100種類以上のシャット銀貨が確認でき、1970年代にはイギリスの貨幣学者スチュアート・リゴールドによってアルファベット順の分類がなされた。
現代では金属探知機によって大量のシャット銀貨が発掘されており、8世紀初頭の東・南イングランドで日常的に使用されていたことが明らかとなった。

## 刻印
シャット銀貨流通のシステムや帰属、鋳造時期などは詳しく分かっていないが、銀貨に刻まれた造形にはケルト文化やローマ美術、ゲルマン文化などの影響が見られる。アンナ・ギャノンの研究によれば、彫られている像のモデルは人間、動物、鳥、十字架、植物、怪物など多岐にわたる。またトニー・アブラムソンは、シャット銀貨の絵についての一般向けガイドを出版している。

## 鋳造
シャット銀貨の鋳造された場所は明らかになっていないが、1970年代以降の金属探知機による大量発掘で、Hタイプ（サウサンプトンを中心としたウェセックス）とSタイプ（エセックス）などいくつかの分類が出来ることが分かっている。デンマークでは、当時の流通の中心だったリーベ付近の物がXタイプとされている。
鋳造年代の特定も困難である。フリースラントのドゥーレスタッドではシャット銀貨が鋳造されていたことが知られており、フランク王国ではピピン3世の時代の755年に貨幣改革（カロリング朝ルネサンス）が行われるまで、ここで製造されたシャット銀貨が流通していた。

## ギャラリー

シャット銀貨
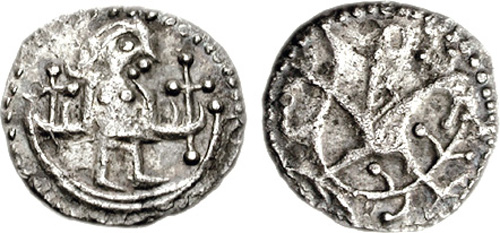
Uタイプ
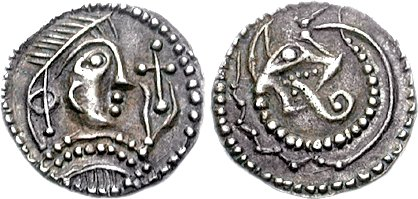
Kタイプ (ケント)
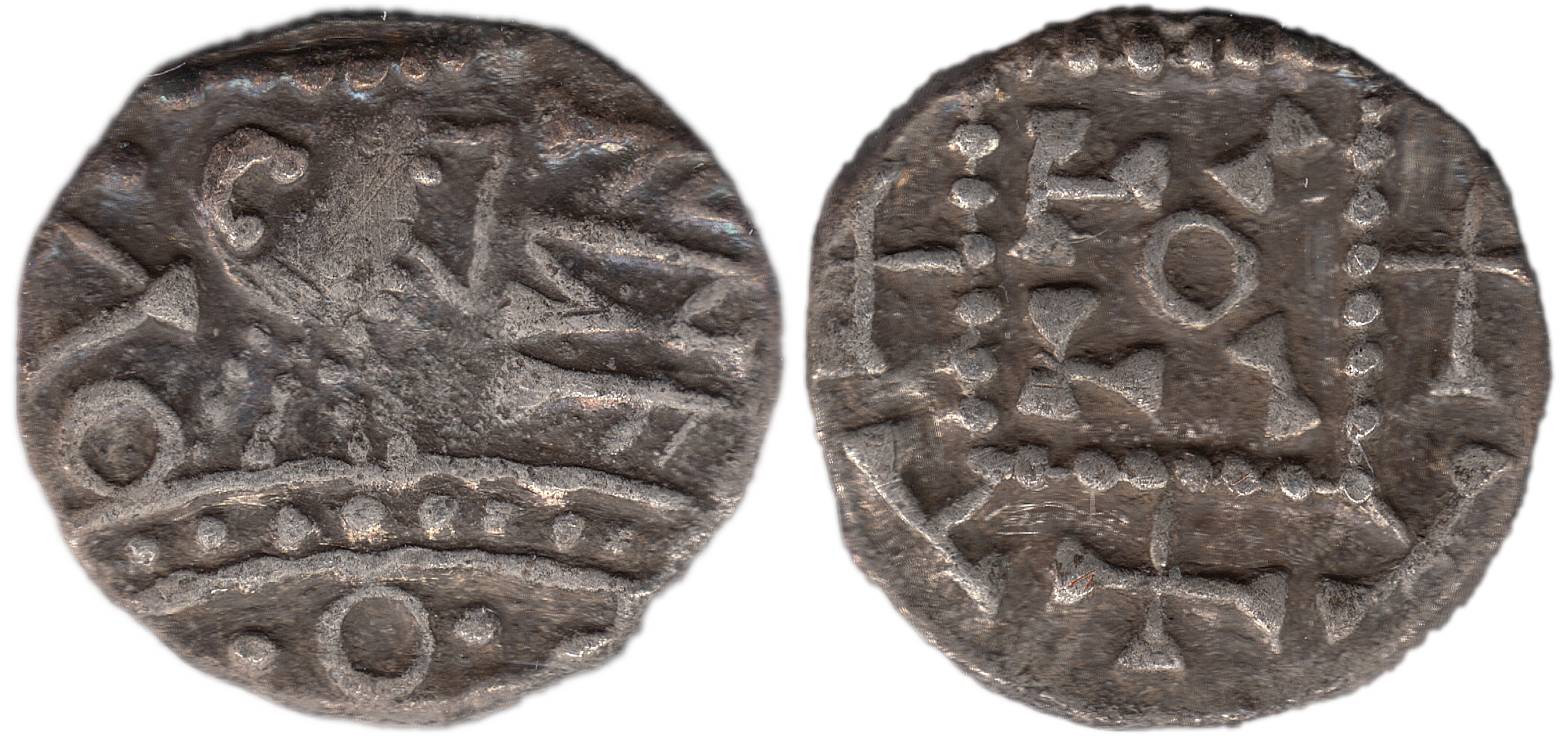
Cタイプ (イーストアングリア)